# Thieulloy-l'Abbaye
Thieulloy-l'Abbaye é uma comuna francesa na região administrativa de Altos da França, no departamento de Somme. Estende-se por uma área de 14,66 km². Em 2010 a comuna tinha 389 habitantes (densidade: 26,5 hab./km²).